# Tun-Annikas hål
Tun-Annikas hål är en tjärn i Smedjebackens kommun i Dalarna och ingår ej i något huvudavrinningsområde. Tjärnen har en yta på 1023 kvadratmeter och befinner sig 168 meter över havet.
Det finns ett tiotal flytande mossholmar i tjärnen. Dessa består endast av gungfly som flyter på vattenytan och ingen har en area över en kvadratmeter. 